# Nami Tamaki

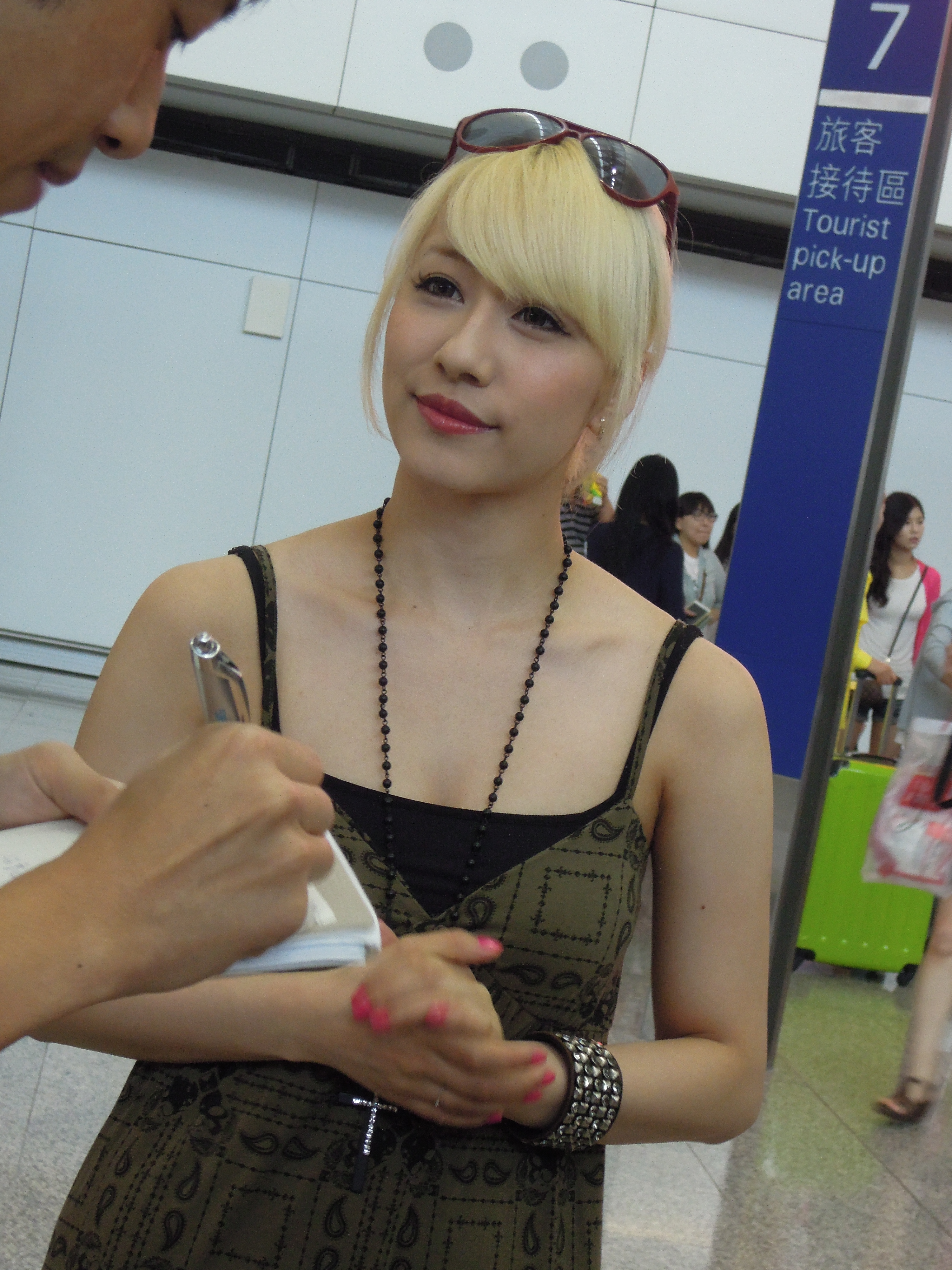
Nami Tamaki (2012)

Nami Tamaki (japanisch 玉置 成実 Tamaki Nami; * 1. Juni 1988 in Wakayama, Präfektur Wakayama, Japan) ist eine japanische Pop-Sängerin.

## Leben
Ihre Karriere begann, als sie aus 5000 Bewerbern ausgewählt wurde, um das Eröffnungslied Believe zur Anime-Fernsehserie Gundam Seed zu singen.
Ihr drittes Album Speciality erschien am 12. Juli 2006 und erreichte den ersten Platz in den Oricon-Charts.

## Diskografie

### Alben
| Jahr | Titel                      | Höchstplatzierung, Gesamtwochen, AuszeichnungChartsChartplatzierungen (Jahr, Titel, Platzierungen, Wochen, Auszeichnungen, Anmerkungen) | Anmerkungen                             |
| Jahr | Titel                      | JP | Anmerkungen                             |
| ---- | -------------------------- | --- | --------------------------------------- |
| 2004 | Greeting                   | JP5 Gold · (14 Wo.)JP | Erstveröffentlichung: 25. Februar 2004  |
| 2005 | Make Progress              | JP1 Gold · (10 Wo.)JP | Erstveröffentlichung: 11. Mai 2005      |
| 2006 | Speciality                 | JP1 Gold · (9 Wo.)JP | Erstveröffentlichung: 12. Juli 2006     |
| 2006 | Graduation ~Singles~       | JP6 Gold · (10 Wo.)JP | Erstveröffentlichung: 29. November 2006 |
| 2008 | Don’t Stay                 | JP14 (6 Wo.)JP | Erstveröffentlichung: 23. April 2008    |
| 2009 | Tamaki Nami Reproduct Best | JP84 (2 Wo.)JP | Erstveröffentlichung: 25. März 2009     |
| 2010 | Step                       | JP55 (2 Wo.)JP | Erstveröffentlichung: 24. Februar 2010  |
| 2011 | Ready                      | JP63 (2 Wo.)JP | Erstveröffentlichung: 23. Februar 2011  |
| 2014 | NT Gundam Cover            | JP38 (4 Wo.)JP | Erstveröffentlichung: 25. Juni 2014     |
| 2024 | Singularity                | JP32 (1 Wo.)JP | Erstveröffentlichung: 13. März 2024     |

### Singles
| Jahr | Titel Album                       | Höchstplatzierung, Gesamtwochen, AuszeichnungChartsChartplatzierungen (Jahr, Titel, Album, Platzierungen, Wochen, Auszeichnungen, Anmerkungen) | Anmerkungen                                                                        |
| Jahr | Titel Album                       | JP | Anmerkungen                                                                        |
| ---- | --------------------------------- | --- | ---------------------------------------------------------------------------------- |
| 2003 | Believe Greeting                  | JP5 Platin · (39 Wo.)JP | Erstveröffentlichung: 23. April 2003                                               |
| 2003 | Realize Greeting                  | JP3 Gold + Gold (Digital) · (19 Wo.)JP | Erstveröffentlichung: 24. Juli 2003                                                |
| 2003 | Prayer Greeting                   | JP12 (11 Wo.)JP | Erstveröffentlichung: 12. November 2003                                            |
| 2004 | Shining Star Greeting             | JP9 (6 Wo.)JP | Erstveröffentlichung: 28. Januar 2004                                              |
| 2004 | Heart & Soul Make Progress        | JP12 (6 Wo.)JP | Erstveröffentlichung: 14. Juli 2004                                                |
| 2004 | Reason Make Progress              | JP2 Gold + Gold (Digital) · (15 Wo.)JP | Erstveröffentlichung: 10. November 2004                                            |
| 2005 | Fortune Greeting                  | JP6 (8 Wo.)JP | Erstveröffentlichung: 26. Januar 2005                                              |
| 2005 | Heroine Greeting                  | JP6 (6 Wo.)JP | Erstveröffentlichung: 6. April 2005                                                |
| 2005 | Get Wild Speciality               | JP7 (11 Wo.)JP | Erstveröffentlichung: 2. November 2005                                             |
| 2006 | My Way / Sunrize Speciality       | JP18 (7 Wo.)JP | Erstveröffentlichung: 24. März 2006                                                |
| 2006 | Result Speciality                 | JP5 (6 Wo.)JP | Erstveröffentlichung: 3. Mai 2006                                                  |
| 2006 | Sanctuary Speciality              | JP12 (5 Wo.)JP | Erstveröffentlichung: 7. Juni 2006                                                 |
| 2007 | Cross Season Don’t Stay           | JP23 (4 Wo.)JP | Erstveröffentlichung: 14. März 2007                                                |
| 2007 | Brightdown Don’t Stay             | JP8 (7 Wo.)JP | Erstveröffentlichung: 29. August 2007                                              |
| 2007 | Winter Ballades Don’t Stay        | JP19 (4 Wo.)JP | Erstveröffentlichung: 26. Dezember 2007                                            |
| 2009 | Give Me Up Step                   | JP18 (4 Wo.)JP | Erstveröffentlichung: 25. März 2009                                                |
| 2009 | Friends! Step                     | JP25 (3 Wo.)JP | Erstveröffentlichung: 29. Juli 2009                                                |
| 2009 | Moshi mo Negai ga... Step         | JP20 (2 Wo.)JP | Erstveröffentlichung: 14. Oktober 2009                                             |
| 2011 | Missing You ~Time To Love~ Ready! | JP42 (2 Wo.)JP | Erstveröffentlichung: 12. Januar 2011 feat. Kwangsoo, Jihyuk, Geonil of Choshinsei |
| 2012 | Lady Mind –                       | JP76 (2 Wo.)JP | Erstveröffentlichung: 25. Januar 2012                                              |
| 2012 | Paradise –                        | JP78 (1 Wo.)JP | Erstveröffentlichung: 10. Oktober 2012                                             |
| 2013 | Real –                            | JP75 (1 Wo.)JP | Erstveröffentlichung: 17. April 2013                                               |
| 2014 | Vivid Telepathy –                 | JP98 (1 Wo.)JP | Erstveröffentlichung: 19. November 2014                                            |
| 2015 | Everlasting Love –                | JP135 (1 Wo.)JP | Erstveröffentlichung: 3. Juni 2015                                                 |
| 2020 | Connect the Truth –               | JP41 (3 Wo.)JP | Erstveröffentlichung: 5. August 2020                                               |
| 2024 | Reborn –                          | JP17 (9 Wo.)JP | Erstveröffentlichung: 24. Januar 2024                                              |

### Videoalben
| Jahr | Titel                                          | Höchstplatzierung, Gesamtwochen, AuszeichnungChartsChartplatzierungen (Jahr, Titel, Platzierungen, Wochen, Auszeichnungen, Anmerkungen) | Anmerkungen                             |
| Jahr | Titel                                          | JP | Anmerkungen                             |
| ---- | ---------------------------------------------- | --- | --------------------------------------- |
| 2003 | Believe                                        | JP14 (4 Wo.)JP | Erstveröffentlichung: 12. November 2003 |
| 2003 | Realize                                        | — | Erstveröffentlichung: 17. Dezember 2003 |
| 2004 | Greeting                                       | JP6 (14 Wo.)JP | Erstveröffentlichung: 19. Mai 2004      |
| 2005 | Make Progress                                  | JP24 (5 Wo.)JP | Erstveröffentlichung: 6. Juli 2005      |
| 2005 | Nami Tamaki 2nd Concert Make Progress~road to~ | JP16 (6 Wo.)JP | Erstveröffentlichung: 5. Oktober 2005   |
| 2006 | Speciality                                     | JP23 (3 Wo.)JP | Erstveröffentlichung: 30. August 2006   |
| 2007 | Nami Tamaki Best Concert My Graduation         | JP19 (3 Wo.)JP | Erstveröffentlichung: 13. Juni 2007     |
| 2010 | Step DVD                                       | JP179 (1 Wo.)JP | Erstveröffentlichung: 17. Februar 2010  |